# Benson Wood

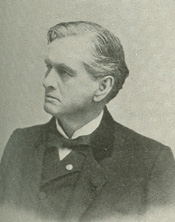
Benson Wood

Benson Wood (* 31. März 1839 bei Bridgewater, Susquehanna County, Pennsylvania; † 27. August 1915 in Effingham, Illinois) war ein US-amerikanischer Politiker. Zwischen 1895 und 1897 vertrat er den Bundesstaat Illinois im US-Repräsentantenhaus.

## Werdegang
Benson Wood besuchte die öffentlichen Schulen seiner Heimat sowie die Montrose Academy und das Wyoming Seminary. Im Jahr 1859 zog er nach Illinois, wo er zwei Jahre lang im Lee County als Lehrer unterrichtete. Während des Bürgerkrieges diente Wood zwischen 1861 und 1863 im Heer der Union. Dabei stieg er bis zum Hauptmann auf. Nach einem anschließenden Jurastudium an der University of Chicago und seiner 1864 erfolgten Zulassung als Rechtsanwalt begann er in Effingham in diesem Beruf zu arbeiten. Gleichzeitig schlug er als Mitglied der Republikanischen Partei eine politische Laufbahn ein. 1872 saß er als Abgeordneter im Repräsentantenhaus von Illinois. In den Jahren 1876 und 1888 war er Delegierter auf den jeweiligen Republican National Conventions, auf denen Rutherford B. Hayes und später Benjamin Harrison als Präsidentschaftskandidaten nominiert wurden. Zwischen 1881 und 1883 war er Bürgermeister von Effingham.
Bei den Kongresswahlen des Jahres 1894 wurde Wood im 19. Wahlbezirk von Illinois in das US-Repräsentantenhaus in Washington, D.C. gewählt, wo er am 4. März 1895 die Nachfolge des Demokraten James R. Williams antrat. Da er im Jahr 1896 nicht bestätigt wurde, konnte er bis zum 3. März 1897 nur eine Legislaturperiode im Kongress absolvieren.
Nach dem Ende seiner Zeit im US-Repräsentantenhaus praktizierte Benson Wood wieder als Anwalt. Zwischen 1903 und 1912 amtierte er als Präsident der Effingham State Bank. Danach war er bis zu seinem Tod Vorstandsmitglied dieser Bank. Er starb am 27. August 1915 in Effingham.